# Gouania hypoglauca
Gouania hypoglauca là một loài thực vật có hoa trong họ Táo. Loài này được Standl. mô tả khoa học đầu tiên năm 1940.